# Семёнов, Владимир Семёнович
Влади́мир Семёнович Семёнов (3 [16] февраля 1911, с. Краснослободское, Тамбовская губерния — 18 декабря 1992, Кёльн, ФРГ) — советский дипломат и политический деятель. Чрезвычайный и полномочный посол.
Верховный комиссар СССР в Германии (1953—1955), один из руководителей подавления протестов рабочих в ГДР в 1953 году. Заместитель министра иностранных дел СССР (1955—1978).

## Биография
Родился 16 февраля 1911 года в с. Краснослободское (ныне Иноковка) Кирсановского уезда Тамбовской губернии в семье железнодорожного рабочего Семёна Гавриловича Семёнова и Лидии Павловны, урождённой Шехониной. У него было два брата и сестра.
В конце 1920-х годов, после смерти отца от брюшного тифа, семья переехала в Москву. По окончании школы работал учителем.
В 1931—1937 годах — студент Московского института философии, литературы и истории (МИФЛИ). Окончив вуз, уехал из Москвы, в 1937—1939 годах он — преподаватель марксизма в Ростовском педагогическом институте, затем помощник директора по научной части.
Член ВКП(б) — КПСС с 1938 года.

### Карьера
По воспоминаниям дочери, переводом на дипломатическую работу Семёнов был обязан В. М. Молотову. Летом 1939 года в Москве на совещании заведующих кафедрами марксизма-ленинизма Семёнов делал доклад об изучении «Краткого курса истории ВКП(б)». В зале заседаний присутствовал нарком иностранных дел В. М. Молотов, и доклад молодого марксиста ему понравился. Вскоре в Ростовский пединститут пришёл приказ: Семёнова откомандировать в Москву в распоряжение НКИД СССР. Так, по «молотовскому призыву», он стал дипломатом.
На дипломатической работе Семёнов с 1939 года:
- В 1939—1940 годах — советник полномочного представительства СССР в Литве
- В 1940—1941 годах — советник полномочного представительства СССР в Германии
- В 1941—1942 годах — заведующий III Европейским отделом НКИД СССР
- В 1942—1945 годах — старший советник дипломатической миссии СССР в Швеции

Во время начала Великой Отечественной войны находился на службе в Берлине. Вместе с другим посольским персоналом на границе с Турцией был обменян на представителей немецкого дипломатического корпуса в СССР. В Москву в итоге попал через Армению в конце июля 1941 года, был назначен заведующим 3-м Европейским отделом НКИД, участвовал в рытье траншей на подступах к столице, записался в народное ополчение, но был эвакуирован из Москвы в октябре. Некоторое время провёл в Куйбышеве, откуда в марте 1942 года был отозван в Москву. Там Молотов направил его советником посольства в нейтральную Швецию, где послом была Коллонтай, которой он не доверял. Семёнов, захватив возвратившуюся из эвакуации семью, через Мурманск северным конвоем через Исландию прибыл в Шотландию. Оттуда на самолёте прилетел в Стокгольм. В своих мемуарах он описывает, как после Сталинградской битвы союзники Германии искали подходы к советским дипломатам в Швеции с целью сепаратных переговоров, а также сама Германия (Клаус, Бруно Клейст). В октябре 1944 г. Коллонтай получила указание: «направить Семёнова в Москву, который давно тут не был и по приезде мог бы дать более полную информацию о делах в Швеции». Молотов предложил ему занять должность посла в Швеции вместо тяжело болеющей Коллонтай (она страдала от паралича — последствия инсульта), однако Семёнов попросился на германское направление.

### В Германии
Основная деятельность Семёнова в дальнейшем будет связана с Германией. Недаром Молотов в разговоре с Феликсом Чуевым называл его «нашим гауляйтером в Германии». В западной печати его называли «Нестором советской дипломатии», «серым кардиналом» МИДа, «человеком ГБ». Громыко называл его «Семёнов Стратегический» (в отличие от другого дипломата Владимира Михайловича Семёнова).
После окончания ВОВ Семёнов вернулся в Берлин (где уже работал в 1940—1941 годах) — на сей раз в качестве заместителя политического советника главы советской военной администрации Георгия Жукова. Участвовал в комиссии по репарациям, где ему было поручено подготовить материалы по культурному ущербу, нанесённому СССР гитлеровским нашествием. За несколько дней до решающей Берлинской операции 16 апреля прибыл в ставку маршала И. С. Конева начальником особой правительственной группы по выполнению приказа Верховного Главнокомандования о нормализации жизни немецкого населения в районах, освобождённых войсками 1-го Украинского фронта.
С 1946 по 1953 год Семёнов был политическим советником советской военной администрации под руководством Василия Соколовского и Василия Чуйкова, а также экспертом по сельскому хозяйству.
В 1948 году Семёнов сыграл решающую роль в установке Советским Союзом контроля над Западным Берлином, что привело к блокаде Берлина. В 1949 году принял участие в Парижской конференции министров иностранных дел, на которой были заключены мирные договоры с Германией и Австрией. «Для послевоенной Германии Семёнов был фигурой судьбоносной. Но в России о его роли в новейшей германской истории знают немногие. Разумеется, Владимир Семёнович был человеком своего непростого времени. Но он обладал той поразительной гибкостью мышления, которая позволяла ему, не предавая идеалы юности, смотреть на проблемы с различных позиций».
Сразу после смерти Сталина внезапно исчез из поля зрения германской прессы и из Берлина, чем дал повод к шумихе. Семёнов объяснял этот период тем, что Молотов, вернувшись в МИД, вызвал его из Берлина и предложил стать заведующим 3-м Европейским отделом, членом коллегии МИДа. Его идеи по Германии были отвергнуты Берией. Возвратился в Германию и в июне 1953 года, после роспуска Советской контрольной комиссии он получает должность Верховного комиссара Советского Союза в Германии. В стране по предложению Берии стали вводить «новый курс» экономии, что вызвало недовольство населения. В июне руководил подавлением протестов немецких рабочих, но отказался выполнять приказ Политбюро стрелять по людям. После свержения Берии не пострадал. В сентябре того же года он был назначен послом СССР в ГДР.
Должности:
- В 1945—1946 годах — заместитель политического советника Советской военной администрации в Германии (СВАГ)
- В 1946—1949 годах — политический советник Советской военной администрации в Германии (СВАГ)
- В 1949—1953 годах — политический советник Советской контрольной комиссии в ГДР (СКК)
- С 14 октября 1952 по 29 марта 1966 года — член Центральной ревизионной комиссии КПСС
- С 29 мая 1953 по 17 июля 1954 года — верховный комиссар СССР в Германии и посол СССР в ГДР

### В СССР
О причинах своего отъезда из Германии Семёнов вспоминал так: «К лету 1954 года было ясно, что положение [в Германии после путча] выправилось. И я уже подумав о том, как бы сменить работу. Автомобильная авария в Карлсхорсте в сентябре 1954 года положила конец моим размышлениям, и я с переломом левой ноги и челюстей был доставлен в московскую больницу. Мне сложно объяснить, почему Конрад Аденауэр просил Никиту Хрущёва назначить меня советским послом в Бонне. Я слёзно просил Хрущёва не делать этого, указывая, что есть молодые, хорошо знающие Германию дипломаты, которые могут за это взяться, такие, как Валентин Фалин, Анатолий Ковалев, Борис Бацанов… Спустя четыре месяца четыре вышло постановление о моём назначении заместителем министра иностранных дел СССР».
В 1955 году (по его инициативе ещё двухлетней давности) было принято решение о возвращении предметов из дрезденских музеев в ГДР. Сам он в 1965 году записывает в дневнике: «моё влияние при разработке германской политики после 1955 года было фактически ничтожным. Главные линии уже никогда не находились более в моих руках. Дело изменилось где-то около 1960 гг., но лишь в том смысле, что Н. С. считал полезным иметь меня в качестве эксперта и специалиста». Он записывает мнение Н. А. Булганина о себе в 1955 году, как об «опасном человеке, который неизвестно куда может привести со своей политикой в вопросе объединения Германии». С этим был связан, как утверждают слухи, его переброс на проблемы Африки. В 1967 году, после напряжения из-за Шестидневной войне (его зона ответственности) попал в больницу.
- В 1954—1955 годах — заведующий III Европейским отделом МИД СССР
- С марта 1955 по 1978 год — заместитель министра иностранных дел СССР (специализация — Германия, Ближний и Средний Восток[4])
- В 1969 году руководил делегацией СССР на переговорах с США по ограничению стратегических вооружений.
- С 8 апреля 1966 по 25 февраля 1986 года — кандидат в члены ЦК КПСС.

### Возвращение в Германию
О своём третьем возвращении в Германию Семёнов рассказывал так: «Жизнь вернула меня на круги своя в 1978 году, на этот раз в Западную Германию. Политический климат был холодный, порой ледяной. Но в области экономики, научно-технических и культурных отношений Германия и Россия оставались на карте, как два великих соседних государства. Государственные интересы требовали развития этих отношений. Тут помогла и современная живопись. Будучи достаточно известным собирателем современного изобразительного искусства, я нащупал каналы связей: Антонина Гмуржниская, Петер Людвиг, Кристианс, Л.Шпег и др.»
В 1982 году в Дюссельдорфе организовал выставку Малевича. По словам посла: «Выставка была устроена вопреки отчаянному сопротивлению секретаря ЦК КПСС по идеологии М. А. Суслова, который запретил её показ в Берлине. Выставка сделала тогда большое дело, и доказала, что культурные каналы очень важны». Кроме того, в 1980-6 гг. Семёнов трижды показывал в Германии своё частное собрание русской живописи (см. ниже).
- С 10 ноября 1978 по 15 апреля 1986 года — чрезвычайный и полномочный посол СССР в ФРГ
- В апреле 1986 года вышел на пенсию в ранге чрезвычайного и полномочного посла.

Скончался в 1992 году в Кёльне от пневмонии в возрасте 81 года. В некрологах отдавалась дань уважения ему как архитектору советской политики в отношении Германии.
Похоронен на Кунцевском кладбище Москвы.

### Семья
1. 1-я жена — Евгения Николаевна Коновалова, брак заключён в студенческие годы. в ту пору она — студентка педагогического техникума и журналистка «Комсомольской правды»[1]. Умерла в 1961 году
  1. Старшая дочь — Шикина Светлана Владимировна (1936—2003)[2], её муж — посол Шикин, Геннадий Серафимович. Их сын — Константин[1].
2. 2-я жена — Лидия Ивановна (Лика)[1]
  1. Дочь — Елена Владимировна Семёнова

## Воспоминания
С 1963 года Семёнов вёл личный дневник и после выхода на пенсию занимался подготовкой к публикации своих воспоминаний, однако не закончил эту работу, и при жизни автора мемуары опубликованы не были. Сохранилось 160 тетрадей, различных по объёму (от 40 до 120 страниц), исписанных сложным для прочтения почерком. По состоянию на 2010 год были полностью расшифрованы 114 дневника.
В значительном сокращении, с учётом интересов немецких читателей, они вошли в выпущенную в 1995 году в Берлине под названием «Von Stalin bis Gorbatschow. Ein halbes Jahrhundert in diplomatischer Mission 1939—1991» («От Сталина до Горбачёва. Полвека дипломатической миссии 1939—1991»).
В 2010 году часть воспоминаний и записей из личного дневника дипломата, предоставленных его дочерью Еленой, была опубликована в изданном ТОГУ «Государственный архив социально-политической истории Тамбовской области» сборнике документов «Тамбовцы на фронтах Второй мировой войны 1939—1945 гг.» (научный редактор — кандидат исторических наук, доцент ТГУ им. Г. Р. Державина В. Л. Дьячков).

### Публикации дневников
- нем. «Von Stalin bis Gorbatschow. Ein halbes Jahrhundert in diplomatischer Mission 1939-1991» . Nicolai, Berlin 1995, ISBN 978-3-87584-521-1.
- Воспоминания В. С. Семёнова // «Тамбовцы на фронтах Второй мировой войны 1939—1945 гг.». Тамбов, 2010
- От Хрущёва до Горбачёва. Из дневника Чрезвычайного и полномочного посла, заместителя министра иностранных дел СССР В. С. Семёнова / В. С. Семёнов; Предисл. Е. В. Семёновой, Б. Л. Хавкина // Новая и новейшая история. — 2004. — N 3. — С. 96-136
- Вспоминает «Семёнов стратегический» // «Родина», 2006, № 6 (ред. Елена Семёнова, Борис Хавкин). С. 86-94.

## Коллекция
Семёнов был крупным советским коллекционером живописи. Собирать начал после 1947 года, вдохновившись примером врача Мясникова, который его лечил.
Его собрание насчитывает около 40 произведений русского искусства начала XX века. Это работы Василия Кандинского, Натальи Гончаровой, Ивана Клюна, Роберта Фалька, Георгия Якулова и др.
Семёнов выступил консультантом для мецената Петра Людвига.
В 1980 году Музей Людвига в Кёльне показал выставку его коллекции — Russische Kunst aus der Sammlung Semjonow. В 1984 году Галерея города Эслинген-на-Неккаре, а затем Музей Майнца показали её на выставке Russische Kunst des 20. Jahrhunderts — Sammlung Semjonow. В 1986 году коллекция опять выставлена в музее Людвигов в Кёльне — Russische Avantgarde 1910—1930, Sammlung Ludwig Köln.

## Награды
- 3 ордена Ленина (24 июня 1948; 31 декабря 1966; 16 февраля 1981)
- Орден Октябрьской Революции (16 февраля 1971)
- орден Отечественной войны I степени (5 ноября 1945)
- 3 ордена Трудового Красного Знамени (3 ноября 1944; 15 февраля 1961; 27 декабря 1977)
- Орден Дружбы народов (14 февраля 1986)
- Орден «Знак Почёта» (30 октября 1954)
- медали

С 8 мая 1965 года был Почётным гражданином города Берлина; лишён этого звания 29 сентября 1992 года.